# IQ Samhällsbyggnad
IQ Samhällsbyggnad är en svensk förening och intresseorganisation för organisationer och företag verksamma inom samhällsbyggnadssektorn. IQ Samhällsbyggnad bildades 25 augusti 2010 då Byggsektorns InnovationsCentrum (BIC) och Rådet för Byggkvalitet (BQR) gick samman i en medlemsfinansierad förening. Föreningen har omkring 115 medlemmar. IQ Samhällsbyggnads kontor ligger i Klarahuset på Drottninggatan 33 i Stockholm. 
IQ Samhällsbyggnad driver frågor med bred relevans för samhällsbyggnadssektorn. Det rör bland annat utveckling av sektorn och att förbättra förutsättningarna för forsknings-, innovations- och kvalitetsutveckling inom samhällsbyggnadsområdet (sektorsövergripande FoI-frågor).  IQ Samhällsbyggnad verkar för att öka anslagen till forskning och innovation, att samordna sektorsövergripande program och projekt och sprida forskningsresultat. Föreningen vill också skapa mötesplatser. 
Föreningen beskriver sig som "Nod och katalysator för forskning och innovation inom samhällsbyggnad" på sin webbplats.IQ Samhällsbyggnad har antagit följande vision: IQ Samhällsbyggnad tar Sverige till en tätposition inom hållbart samhällsbyggande.
IQ Samhällsbyggnad driver bland annat forskningsprogrammen E2B2 och Smart Built Environment samt arbetar inom JPI Urban Europe på uppdrag av Energimyndigheten, Vinnova och Formas.